# Isonoe
Isonoe (Jupiter XXVI, S/2000 J6) är en av Jupiters mindre yttre månar. Den upptäcktes den 23 november 2000 av en grupp astronomer vid University of Hawaii under ledning av Scott S. Sheppard. Den fick först den tillfälliga beteckningen S/2000 J6 och uppkallades senare efter danaiden Isonoe som födde en son åt Zeus i den grekiska mytologin.

## Omloppsbanans egenskaper
Isonoe kretsar kring Jupiter på ett medelavstånd av 23 155 000 kilometer, på 726 dagar och 6 timmar. Banans excentricitet är 0,2471 med en lutning på 165,268 ° i förhållande till Jupiters ekvatorialplan. Den roterar kring Jupiter i en retrograd bana, dvs. månen rör sig åt motsatt håll i förhållande till planetens rotation. På grund av dess banegenskaper tillhör den Carme-gruppen. 

## Fysiska egenskaper
Isonoe har en genomsnittlig diameter på 3,8 kilometer, och densiteten är uppskattad till 2600 kg/m3, vilket kan tyda på att den är uppbyggd av silikater. Den har en mycket mörk yta med en albedo på 0,04, vilket betyder att enbart 4 % av solljuset som träffar den reflekteras. Den skenbara magnituden är 22,5.